# Sukkwan
Sukkwan és una illa de l'arxipèlag Alexander, al sud-est de l'estat d'Alaska, Estats Units. Es troba a la costa sud-oest de l'illa del Príncep de Gal·les. Al l'oest hi ha l'illa Dall i al sud Long Island. Té una superfície de 166,9 km² i el seu punt més alt és a 658 msnm. El 2000 tenia 9 habitants.